# Princeza Ema
Princeza Ema (engl. Princess Emmy) je njemačko-belgijo-američki računalno-animirani film iz 2019. godine u produkciji Studio 100 Film.

## Radnja
Ema je osmogodišnja princeza u zemlji Slatkiša koja može razgovarati s konjima. Taj je dar naslijedila od svoje pra, pra, pra, pra… prabake Karlotte. Kako legenda kaže, Karlotta je spasila krdo veličanstvenih bijelih konja svojom hrabrošću i odvažnošću. Pritom je skoro nastradala i zauzvrat su joj konji dali dar da može razgovarati s njima. Taj se dar tajio od onih koji ga nisu posjedovali. Priča je zapisana u tajnoj knjizi koju je svaki novi vlasnik morao dobro čuvati. Knjiga, u kojoj su zapisi o čarobnim moćima, zaboravljena je kroz vrijeme. I Ema je posve zaboravila na nju. Ema ima 26 konja, i svaki nosi ime po slovu engleske abecede. Oni su njezini prijatelji kojima je draga. Rođena je kao princeza, i ima i taj dar, i doista nije poput ostalih djevojčica, iako ona to silno želi biti. Ali ona je sretna djevojčica koja ne zna zašto je zaslužila biti tako posebna.

## Glasovi
- Dajana Čuljak kao princeza Ema
- Martina Čvek kao princeza Gizana
- Ivana Bakarić kao kraljica Karla
- Mladen Vasary kao Vincenzo Massimo Cerimonata
- Tvrtko Jurić kao kralj Karl
- Dušan Bućan kao Cezar
- Mirela Brekalo kao Fiona Bloom
- Jasna Bilušić kao Frau Zwickelmeier i reporterka
- Marko Ožbolt kao David
- Stjepan Perić kao Xaver
- Ivan Đuričić kao Gregor i Sebastian April
- Ivan Čuić kao Moris
- Tena Jeić Gajski kao Karlotta
- Jelena Miholjević kao pripovjedačica
- Sanja Marin kao Roza
- Lada Bonacci kao Maria
- Sven Jakir kao Donny
- Ivica Zadro kao profesor Croupe
- Mima Karaula kao Gizanina majka i konj
- Martina Kapitan Bregović kao konj
- Petra Vukelić kao Daria
- Vjekoslav Hudeček kao konj
- Marko Jelić kao Valentin
- Boris Barberić kao konj

- Prijevod i adaptacija dijaloga: Nikola Pezić
- Redateljica dijaloga: Luka Rukavina
- Tonski snimatelj: Damir Keliš
- Re-recording mixer: Bojan Kondres
- Obrada i produkcija: Duplicato Media d.o.o.
- Distribucija: Blitz film i video